# Francis Planté
Francis Planté, född den 2 mars 1839 i Orthez, Pyrénées-Atlantiques, död den 19 december 1934 i Saint-Avit, Landes, var en fransk pianist.
Planté blev 1849 elev till Marmontel vid konservatoriet i Paris, belönades 1850 med första priset och fick överta pianostämman vid Alards och Franchommes triosoaréer. Han fullkomnade sig 1853 jämväl i harmonilära och generalbasspel för Bazin, men drog sig snart tillbaka under en följd av år, under vilken tid han på allt sätt utvecklade sin teknik och sin stil. Hans 1872 följande uppträdande beredde honom plats bland samtidens mest framstående pianister.